# Kaapo Kakko
Kaapo Kakko, född 13 februari 2001 i Åbo, är en finländsk ishockeyforward som spelar för Seattle Kraken i National Hockey League (NHL). Han har tidigare spelat för HC TPS i Liiga och New York Rangers.
Kakko draftades av New York Rangers i första rundan i 2019 års draft som andra spelare totalt.
Han avgjorde juniorvärldsmästerskapets finalmatch 2019, då Finland vann med 3-2 över USA.

## Statistik
| 2017–2018    | HC TPS           | Liiga        | 6   | 0  | 1  | 1  | 0  | —  | — | — | — | — |
| 2018–2019    | HC TPS           | Liiga        | 45  | 22 | 16 | 38 | 10 | 5  | 4 | 1 | 5 | 6 |
| 2019–2020    | New York Rangers | NHL          | 66  | 10 | 13 | 23 | 14 | 3  | 0 | 0 | 0 | 0 |
| 2020–2021    | New York Rangers | NHL          | 48  | 9  | 8  | 17 | 10 | —  | — | — | — | — |
| 2021–2022    | New York Rangers | NHL          | 43  | 7  | 11 | 18 | 10 | 19 | 2 | 3 | 5 | 2 |
| 2022–2023    | New York Rangers | NHL          | 16  | 3  | 4  | 7  | 4  | —  | — | — | — | — |
| NHL totalt   | NHL totalt       | NHL totalt   | 173 | 29 | 36 | 65 | 38 | 22 | 2 | 3 | 5 | 2 |
| Liiga totalt | Liiga totalt     | Liiga totalt | 51  | 22 | 17 | 39 | 10 | 5  | 4 | 1 | 5 | 6 |

### Internationellt
| Källa: Uppdaterad: 2019-06-22 | Källa: Uppdaterad: 2019-06-22 | Källa: Uppdaterad: 2019-06-22 |         | Utv = Utvisningsminuter | Utv = Utvisningsminuter | Utv = Utvisningsminuter | Utv = Utvisningsminuter | Utv = Utvisningsminuter |
| År                            | Lag                           | Mästerskap                    | Matcher | Mål                     | Assists                 | Poäng                   | Utv                     |                         |
| ----------------------------- | ----------------------------- | ----------------------------- | ------- | ----------------------- | ----------------------- | ----------------------- | ----------------------- | ----------------------- |
| 2018                          | Finland                       | U18-VM                        | 7       | 4                       | 6                       | 10                      | 2                       |                         |
| 2019                          | Finland                       | JVM                           | 7       | 2                       | 3                       | 5                       | 0                       |                         |
| 2019                          | Finland                       | VM                            | 10      | 6                       | 1                       | 7                       | 0                       |                         |
| Junior totalt                 | Junior totalt                 | Junior totalt                 | 14      | 6                       | 9                       | 15                      | 2                       |                         |
| Senior totalt                 | Senior totalt                 | Senior totalt                 | 10      | 6                       | 1                       | 7                       | 0                       |                         |